# Andrea Celesti

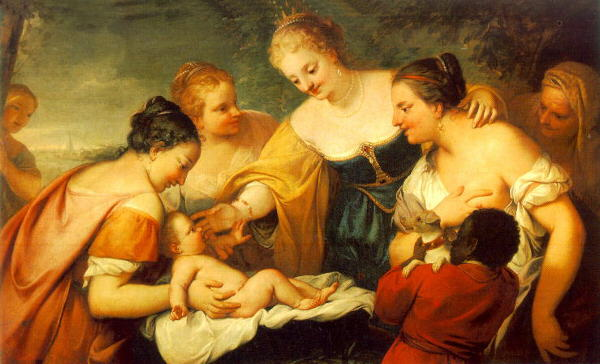
Moïse sauvé des eaux.

Andrea Celesti (Venise, 1637 - Toscolano, 1712) est un peintre italien de la fin de la période baroque de l'école vénitienne qui a été actif à Venise à la fin du XVIIe siècle et au début du XVIIIe. À sa maturité son style se rapproche du rococo.

## Biographie
Il étudia avec Matteo Ponzone, puis avec Sebastiano Mazzoni.
Au cours de ses premières années (1659-1669), il travaille à Venise au Palais des Doges et peint des fresques pour le principal salon du Palais Erizzo.
En 1676 il réalise le portrait du doge Nicolò Sagredo pour la salle du scrutin du Palais des Doges et vers 1679-1680, le doge Alvise Contarini le fait Cavaliere (chevalier). Aux alentours de 1684 il participe à la grande entreprise décorative de l'église vénitienne de San Zaccaria.
En 1685, après un séjour à Rovigo, il crée un atelier à Brescia, et en 1687 il y est nommé prieur du collège des peintres vénitiens. Il reçoit de nombreuses commandes et fait un long périple dans la région.
À partir de 1688, il commence à peindre une série de toiles religieuses pour la cathédrale Saints-Pierre-et-Paul à Toscolano, sur les rives du lac de Garde. Il y retourne en 1700, pour peindre un Massacre des Innocents dans l'espace situé derrière la façade, puis à nouveau en 1708, afin de peindre le chœur, les Évangélistes dans les lunettes et une Exaltation de l'Eucharistie. Il y mourra en 1712.
Il peint des retables à Lonato (1690-1693) et Desenzano del Garda (1695). On le retrouve à Bogliaco, et Salò, en passant par Trévise (1696) et Linz (Abbaye de Saint-Florian en 1697-1699).
En 1700, il rentre à Venise où il ouvre un atelier. Il peint des fresques pour la Villa Rinaldi Barbini (1705-1707), ainsi que pour la Basilique di San Lorenzo à Verolanuova, et en 1708, il est inscrit à la Fraglia (guilde) des peintres vénitiens.
Il compte parmi ses élèves, Angelo Trevisani et Alberto Calvetti.

## Œuvres
- David joue de la harpe pour Saül

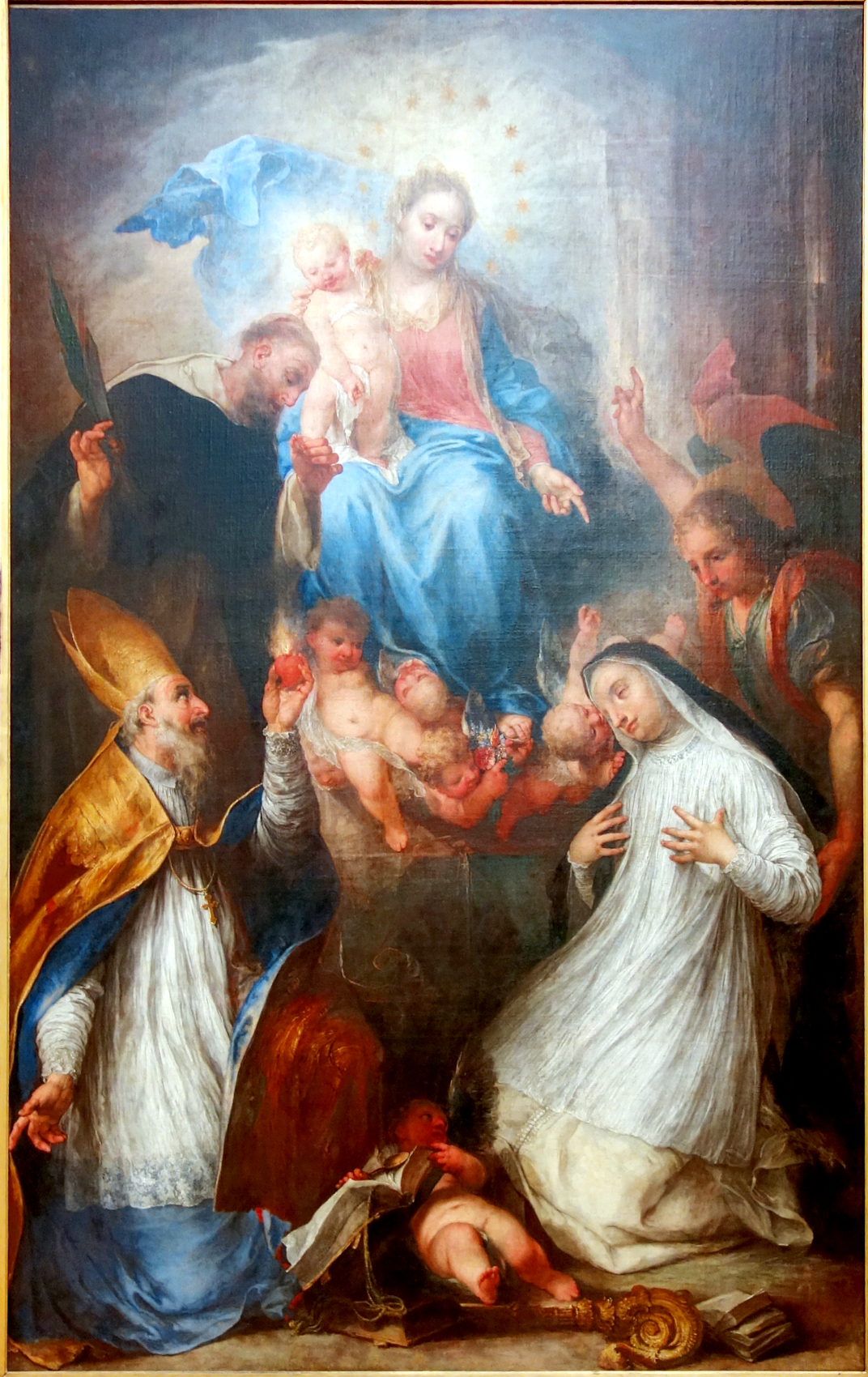
La Vierge et l'enfant avec saint Pierre martyr, saint Augustin et sainte Catherine de Sienne, Palais des beaux-arts de Lille

- Sainte Famille avec saint  Jean enfant
- La Vierge et l'Enfant avec saint Pierre martyr, saint Augustin et sainte Catherine de Sienne, Palais des beaux-arts de Lille
- Moïse détruisant le veau d'or (1686)[3].
- Le Festin de Balthazar, Vierge à l'enfant avec saint Antoine de Padoue, Sacrifice de Jephté, Résurrection de Lazare, Musée de l'Ermitage, Saint-Petersbourg
- Jézabel punie par Jéhu, collection particulière
- Toiles à la cathédrale de Desenzano del Garda (1695)
- Présentation de Jésus au temple (v. 1710), huile sur toile, 280 × 314 cm, Église de San Zaccaria, Venise
- Peintures de la salle principale du Palais Erizzo alla Maddalena sur le Grand Canal à Venise
- Toiles de la Villa Bettoni, Bogliaco (quartier de Gargnano)
- Toiles du Palazzo Bettoni, Brescia
- Toiles pour l'église de Limone sul Garda
- Toiles pour le Sanctuaire de Montecastello, Tignale
- Toiles pour les églises San Francesco et San Martino, Gargnano
- Le Jugement dernier et La Mort de Simon Magus (1696), Trévise
- Abbaye de Saint-Florian, Linz :
  - Le Paradis (1697-1699)
  - Marie-Madeleine lavant les pieds du Christ (1700)
- Allégorie de Venise, château de San Giusto, Trieste
- Basilique San Lorenzo, Verolanuova
  - Martyre de saint Laurent (1703), retable du Maître Autel, abside
  - L'Assomption de La Vierge (1707), La Nativité de La Vierge" (1711), chapelle du saint Rosaire

A Toscolano
- Cathédrale Saints-Pierre-et-Paul
  - Vocation des saints Paul et André (1688)
  - Saint Paul libéré de prison
  - La Mort de Simon Magus
  - Les Clés données à saint Pierre
  - Martyre des saints
  - La Pêche miraculeuse
  - Saint Pierre guérissant les malades
  - Annonciation, presbytère
  - Adoration des mages, presbytère
  - Adoration des bergers, presbytère
  - Massacre des Innocents (1700), espace situé derrière la façade
  - Exaltation de l'Eucharistie (1708)
  - Évangélistes (1708), lunettes
- Toiles de la villa Maffizzoli